# Somdet Kiaw
Somdet Phra Buddhacarya (tailandés: สมเด็จ พระ พุ ฒา จาร ย์; LBTR: Phutthachan), o el nombre dharma de Upaseṇo (en tailandés: เกี่ยว อุป เส โณ; LBTR: Kiao Uppaseno), né Kiaw Chokchai (tailandés: เกี่ยว โชคชัย ) y comúnmente conocido como Somdet Kiaw (tailandés: สมเด็จ เกี่ยว), fue un prelado tailandés que era el abad de Wat Saket y el Patriarca Supremo interino de Tailandia, el líder eficaz de todos los monjes budistas de Tailandia. Fue nombrado Patriarca Supremo interino en 2005 debido al delicado estado de salud del titular Patriarca Supremo Nyanasamvara Suvaddhana. Era un monje de la orden Mahanikaya, y es de ascendencia china tailandesa. Su nombramiento provocó severas críticas de Luang Ta Maha Bua (del orden Dhammayuttika Nikaya) y Sondhi Limthongkul, quien afirmó que el nombramiento creó dos Patriarcas Supremos y contravenía la prerrogativa real del rey Bhumibol Adulyadej. El 4 de marzo de 2005, Maha Bua incluso pidió al rey Bhumibol Adulyadej que quitara todos los títulos reales de Kiaw.